# Velké Petrovice
Velké Petrovice (en allemand : Groß Petrowitz) est une commune du district de Náchod, dans la région de Hradec Králové, en Tchéquie. Sa population s'élevait à 414 habitants en 2022.

## Géographie
Velké Petrovice se trouve à 3 km au sud-ouest de Police nad Metují, à 12 km au nord-nord-est de Náchod, à 44 km au nord-ouest de Hradec Králové et à 136 km à l'est-nord-est de Prague.
La commune est limitée par Česká Metuje et Žďár nad Metují au nord, par Police nad Metují au nord-est, par Bezděkov nad Metují à l'est, par Vysoká Srbská au sud, par Hronov au sud-ouest et à l'ouest, et par Stárkov à l'ouest.

## Histoire
La première mention écrite de la localité date de 1255.

## Administration
La commune se compose de trois sections :
- Maršov nad Metují
- Petrovice
- Petrovičky

## Galerie

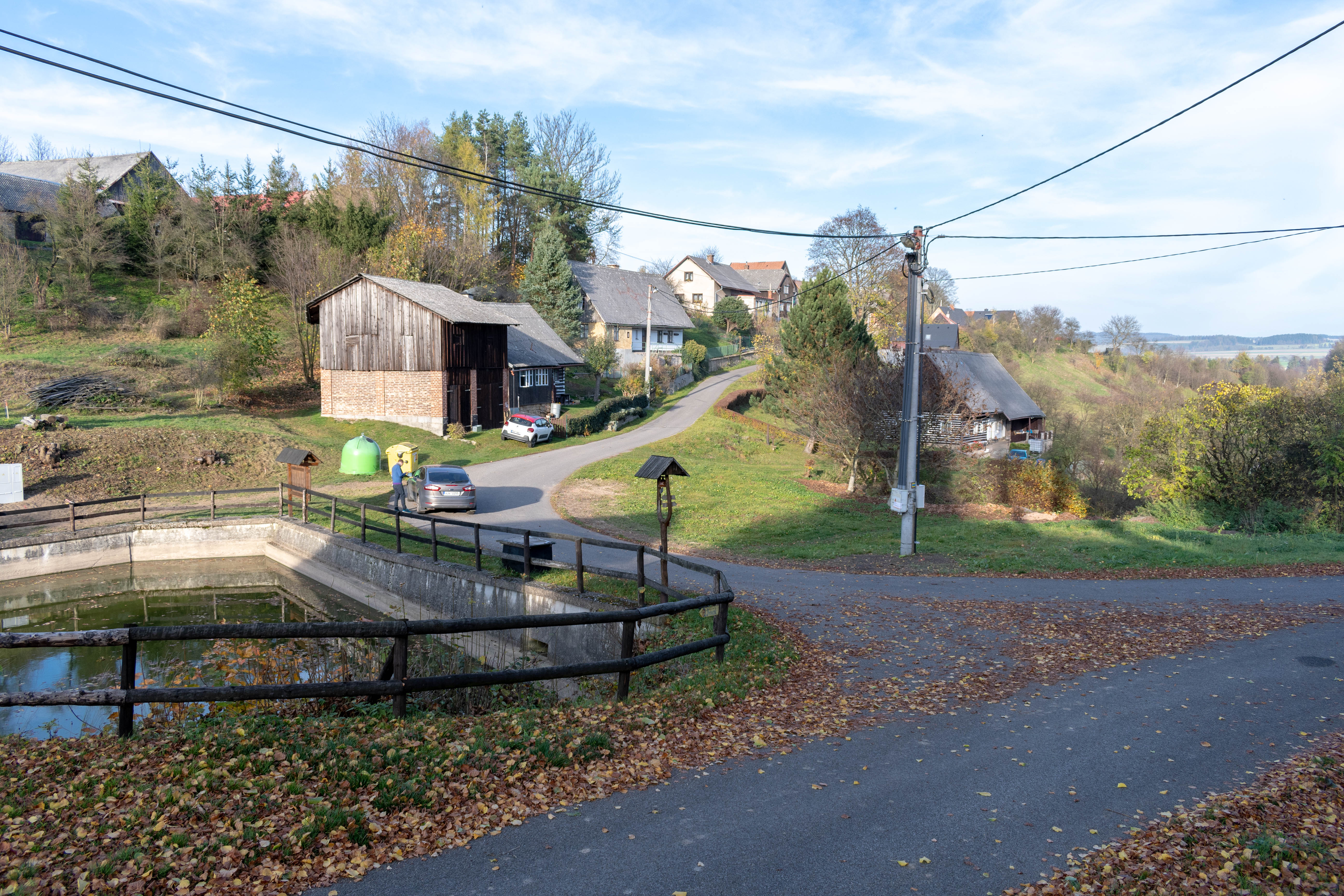
Petrovičky.
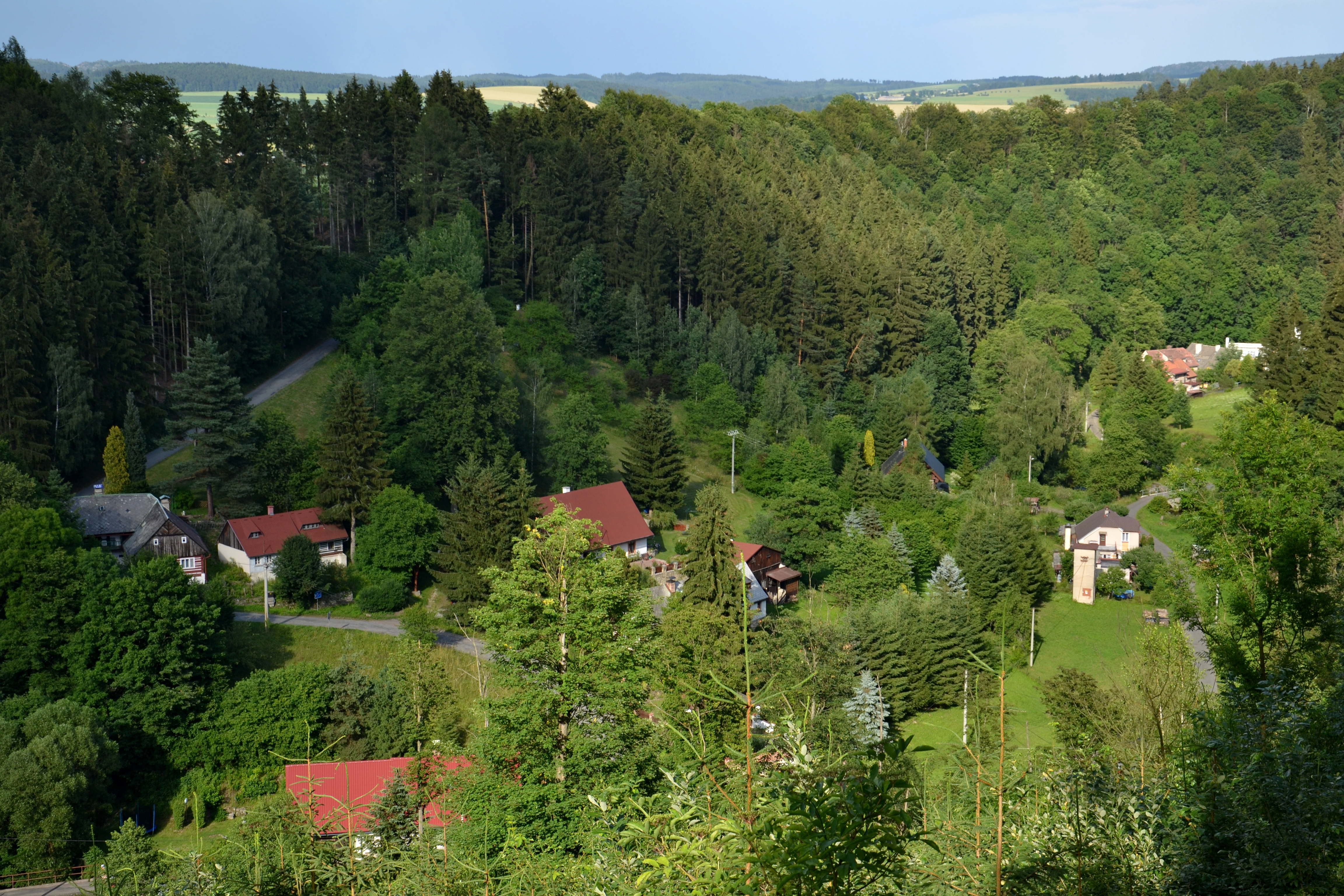
Maršov nad Metují.

## Transports
Par la route, Velké Petrovice se trouve à 3,5 km de Police nad Metují, à 15 km de Náchod, à 55 km de Hradec Králové et à 175 km de Prague. 